# En vampyr i Brooklyn (film)
En vampyr i Brooklyn (engelska: Vampire in Brooklyn) är en amerikansk skräckkomedi från 1995 i regi av Wes Craven. I rollerna ses bland andra Eddie Murphy, Angela Bassett och Kadeem Hardison. 

## Rollista
| Eddie Murphy     | – Maximillian           |
| Angela Bassett   | – Det. Rita Veder       |
| Allen Payne      | – Detective Justice     |
| Kadeem Hardison  | – Julius Jones          |
| John Witherspoon | – Silas Green           |
| Zakes Mokae      | – Dr. Zeko              |
| Joanna Cassidy   | – Capt. Dewey           |
| Simbi Khali      | – Nikki, Rita's Roomate |
| Messiri Freeman  | – Eva, Julius' Girl     |